# Aplidium tenuicaudum
Aplidium tenuicaudum är en sjöpungsart som först beskrevs av Beniaminson 1974.  Aplidium tenuicaudum ingår i släktet Aplidium och familjen klumpsjöpungar. Inga underarter finns listade i Catalogue of Life.